# Zygaenobia intestinalis
Zygaenobia intestinalis är en svampart som beskrevs av Weiser 1951. Zygaenobia intestinalis ingår i släktet Zygaenobia, ordningen Entomophthorales, divisionen oksvampar och riket svampar.   Inga underarter finns listade i Catalogue of Life.